# Ботанічний сад Вісбю
Ботанічний сад Вісбю (швед. Visby botaniska trädgård) — ботанічний сад у місті Вісбю (лен Готланд, Швеція).
Сад заснований 1855 року, його площа складає 10 га. Вхід до ботанічного саду вільний.

## Історія
Ботанічний сад був заснований в 1855 році завдяки зусиллям професора Ганса Петтера Густавссона, який виступав за те, щоб молодь отримувала практичні знання про живу природу.
Спочатку сад використовувався як сад і город, де переважали фруктові дерева і чагарники, спаржа та інші рослини для практичного використання, по суті це була садівнича школа.
Однак з самого початку свого існування сад став дуже популярним місцем для прогулянок.
На початку 1930-х років сад був перепланований і набув свого нинішнього вигляду. У період з 2002 по 2005 рік була проведена реконструкція овального саду, саду трав і невеликого струмка.

## Колекції
Острів Готланд має найтепліший клімат в Швеції, до того ж близькість до моря і великі дерева, які виконують функцію екранів, що захищають від холодного вітру, створюють в саду ще більш теплий мікроклімат. Тому в саду поруч з трояндами можна побачити фігові дерева і шовковиці, волоські горіхи, тюльпани, магнолії, араукарії і інші рослини, які не витримують суворих зим.
Площа сонячного годинника — це серце саду, де є арки, які оповиті клематисами та іншими квітами. Навколо сонячного годинника ростуть екзотичні рослини (такі як Acanthus mollis і молочай) разом з іншими, більш поширеними.
Між квадратом сонячного годинника і морем ростуть великі хвойні дерева, які захищають сад від сильних вітрів, особливо восени та взимку. Перед хвойними деревами розмістилася велика колекція жоржин.

## Галерея

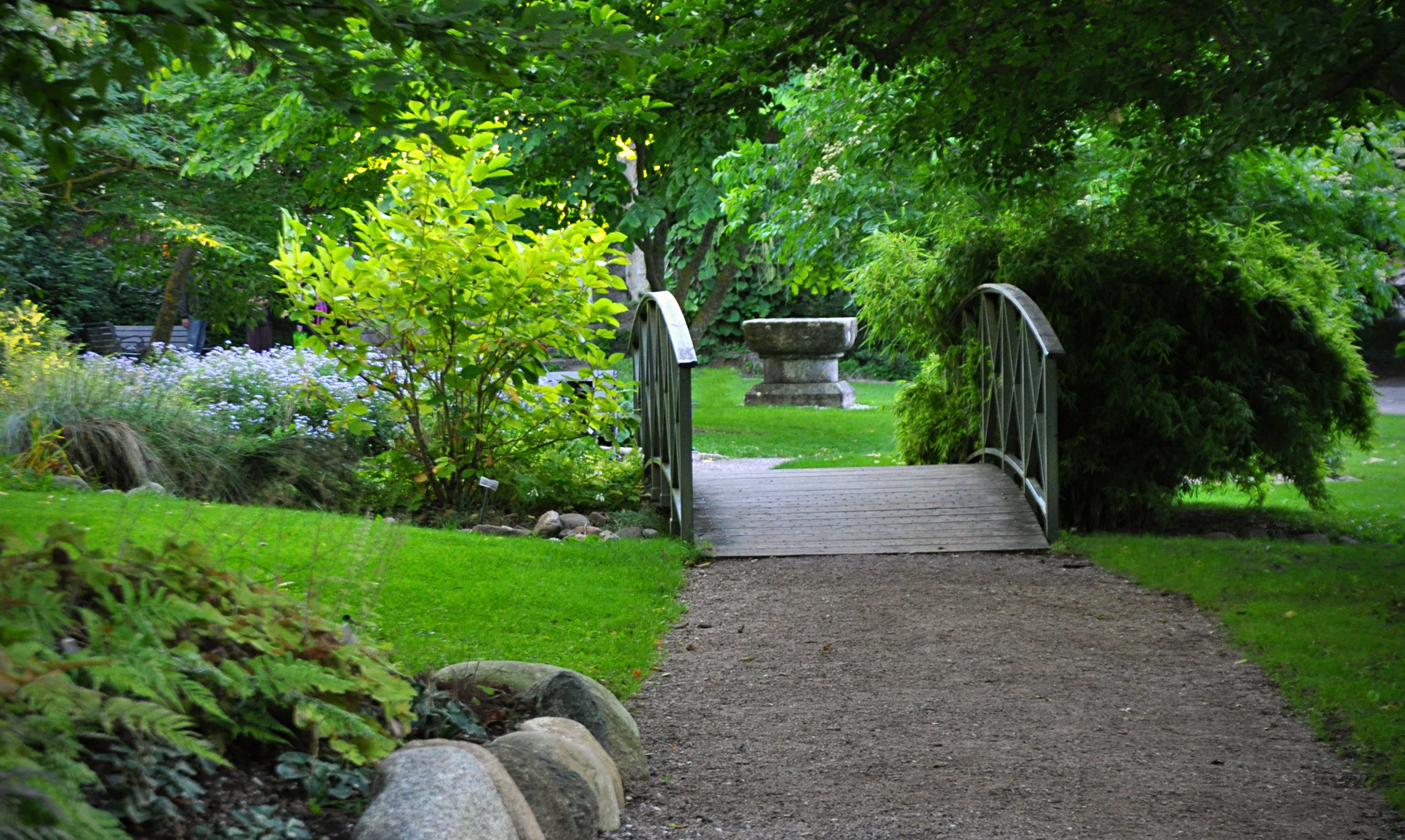
Міст через струмок.
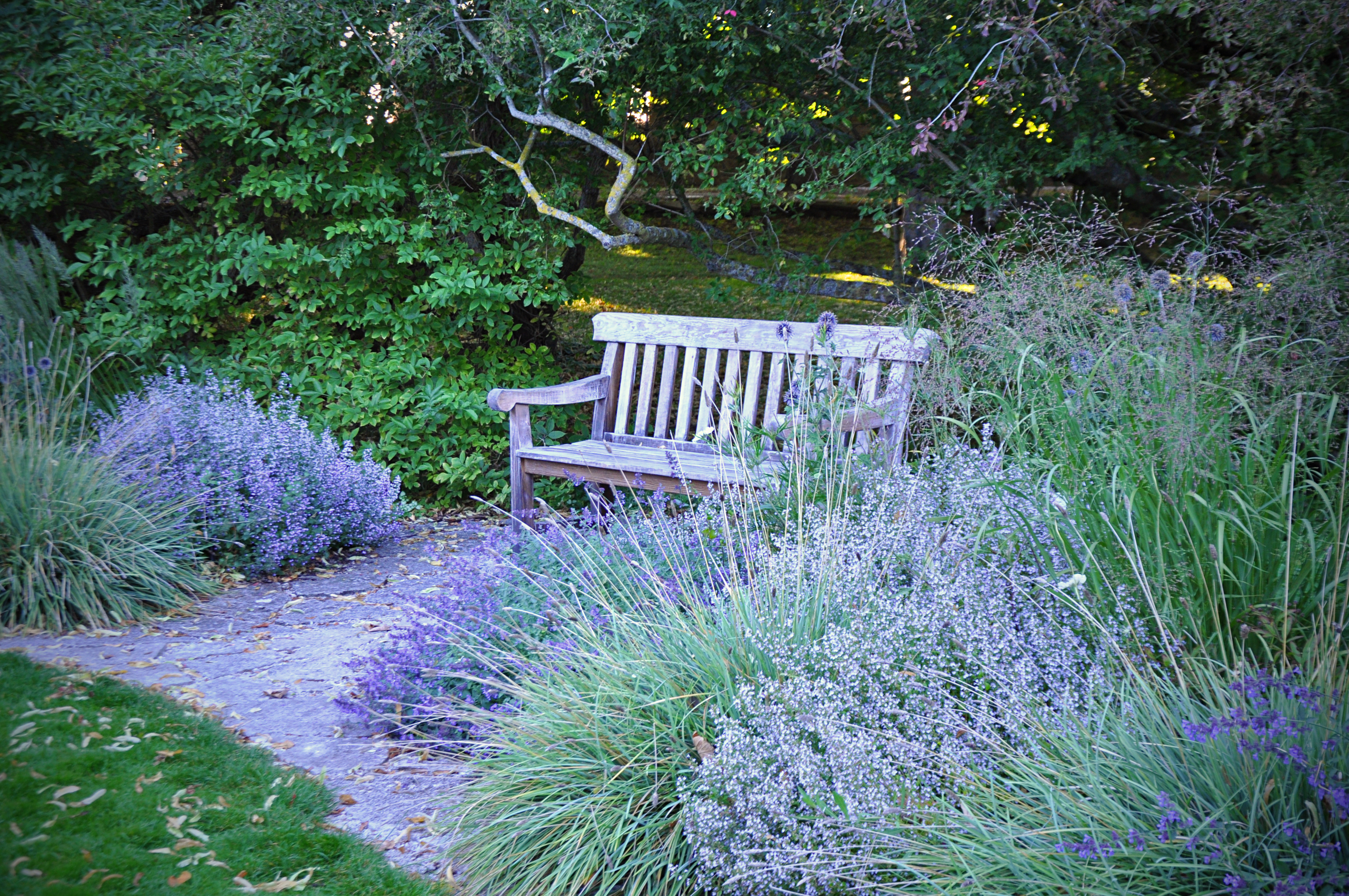
Вересень у ботанічному саду.
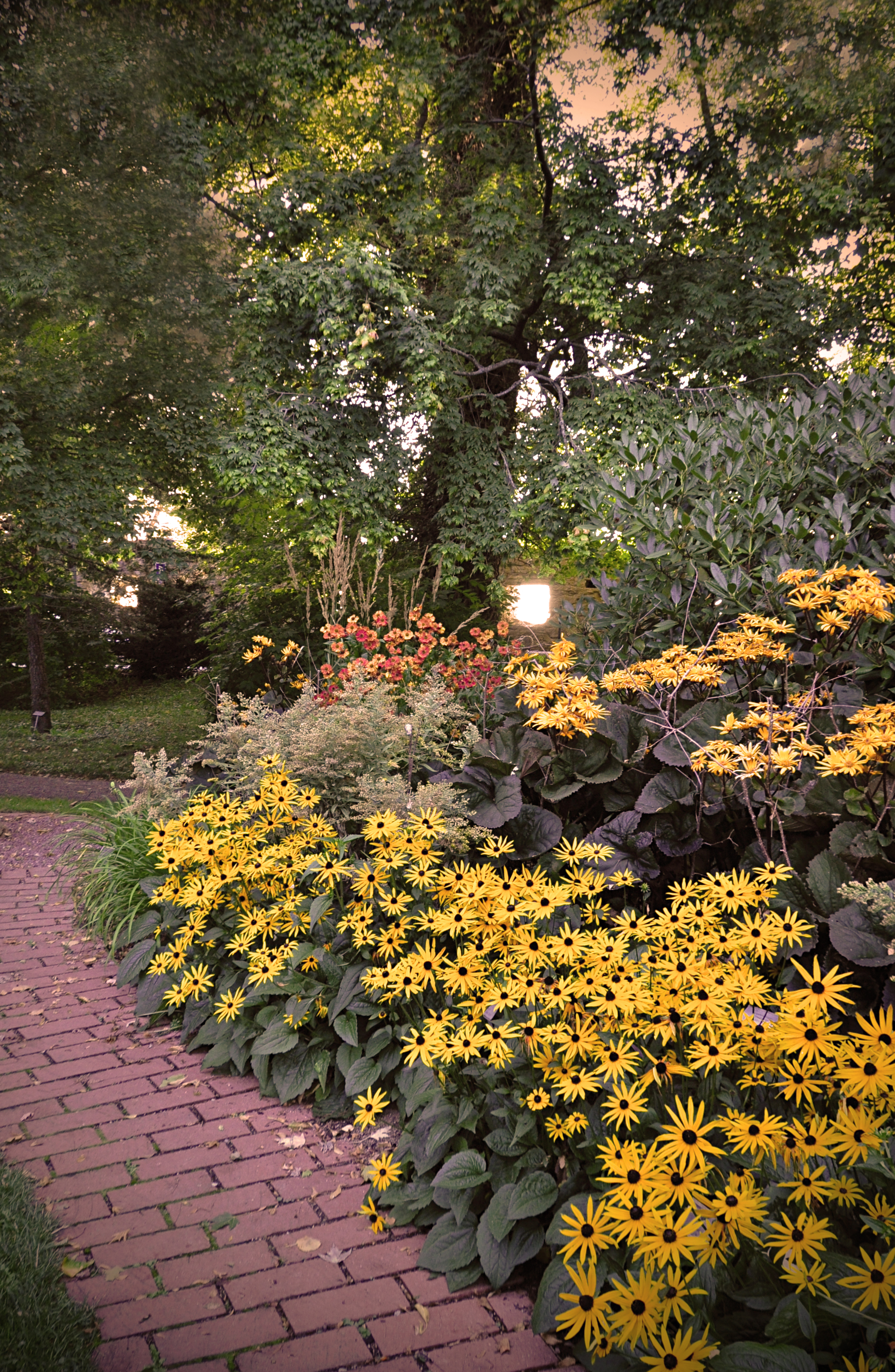
Вересневі квіти.
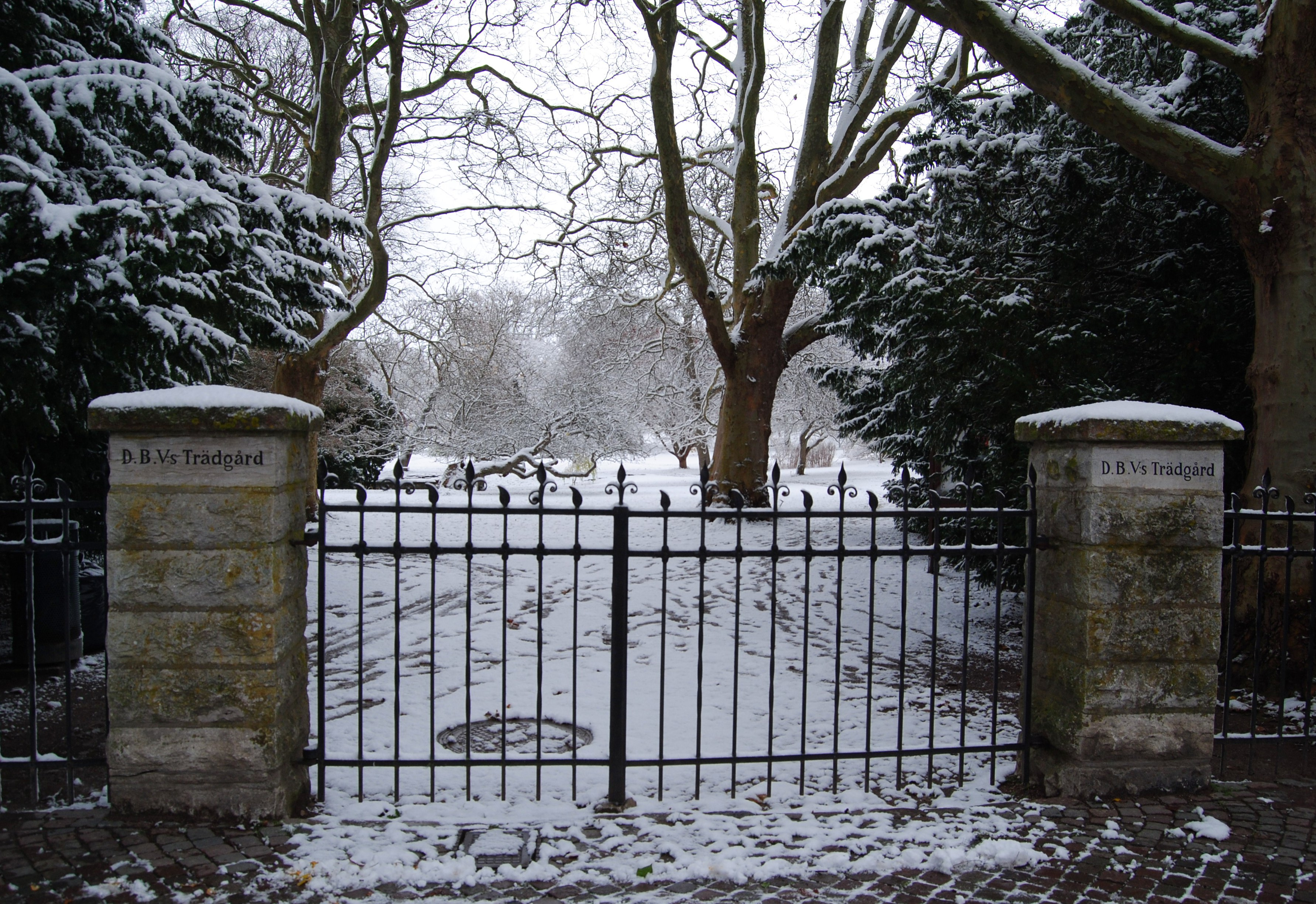
Вхід до ботанічного саду взимку.
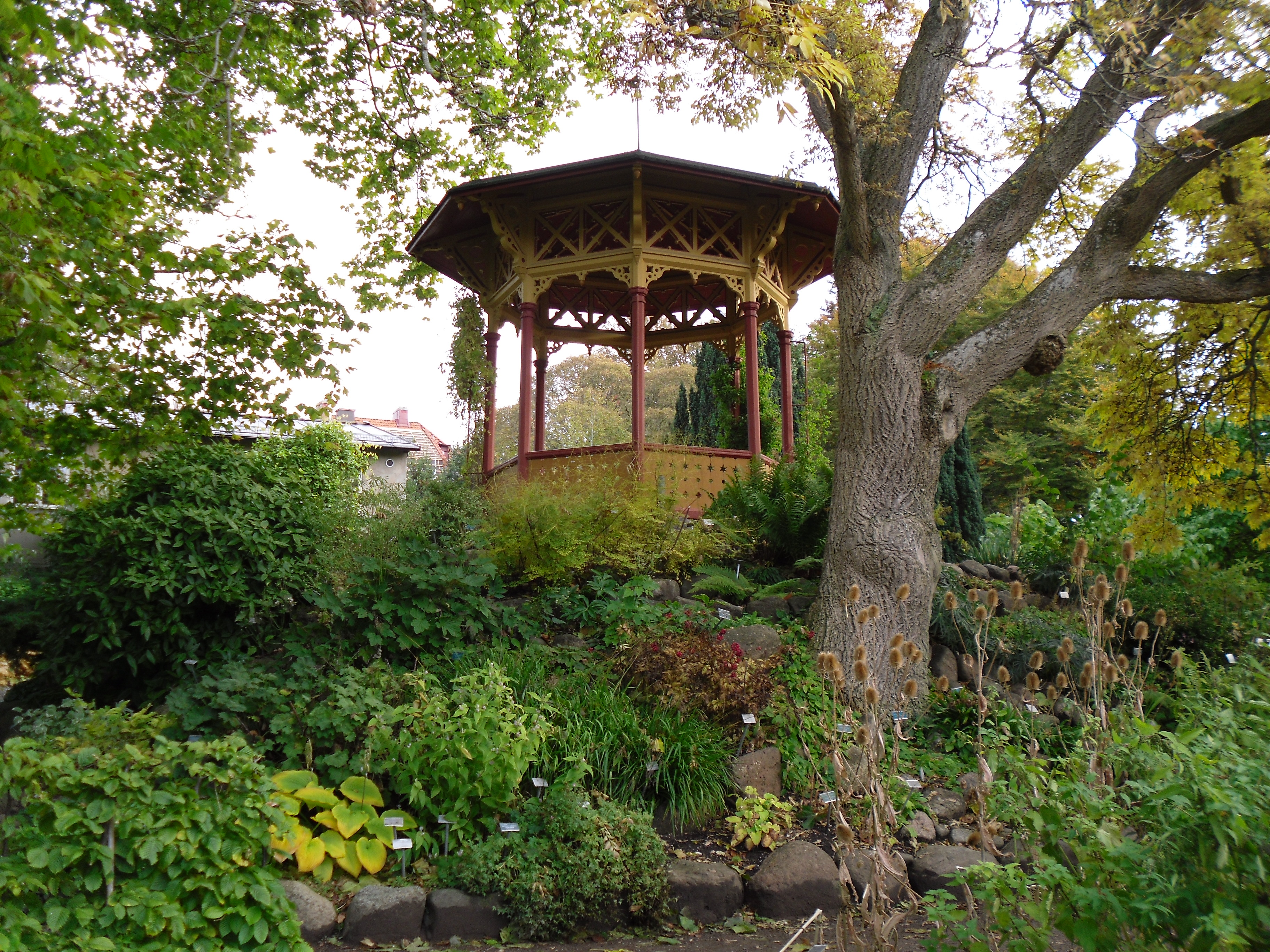
Альтанка.
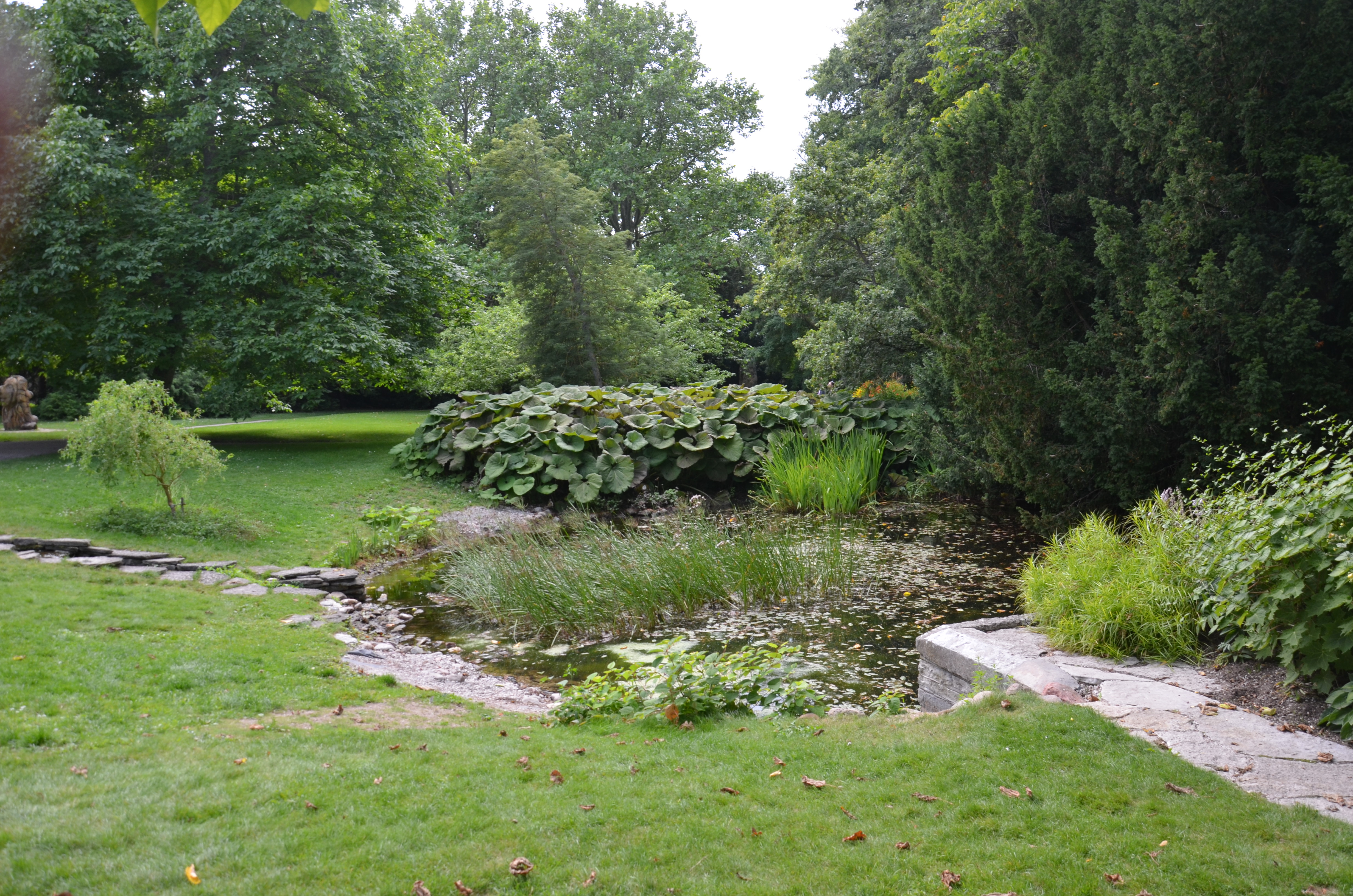
Ставок.